# العروس المسروقة (فلم 1927)
العروس المسروقة (بالإنجليزية: The Stolen Bride) هو فيلم أبيض وأسود درامي صامت أمريكي صدر عام 1927 من إخراج ألكسندر كوردا وبطولة بيلي دوف ولويد هيوز وأرماند كاليز. الفيلم عبارة عن قصة حب هنغارية تدور أحداثها بين الطبقات الاجتماعية، حيث تقع سيدة أرستقراطية وفلاح في الحب.

## طاقم التمثيل
- بيلي دوف بدور ساري، الكونتيسة ثورزو
- لويد هيوز بدور فرانز بليس
- أرماند كاليز بدور البارون فون هايمبورغ
- فرانك بيل بدور الكونت ثورزو
- ليليان تاشمان بدور إيلونا تازنادي
- كليف مور بدور الملازم كيس
- أوتو هوفمان بدور بابا بليس
- تشارلز ويليزلي بدور باتر الفوج
- بيرت سبروت بدور الرقيب
- بول فينسينتي
- باتي فالكينشتاين بدور الأميرة الصغيرة (غير مذكورة في القائمة)

## روابط خارجية
- العروس المسروقة  في قاعدة بيانات الأفلام على الإنترنت (بالإنجليزية)